# Liz Cackowski
Liz Cackowski (* 6. November 1977) ist eine US-amerikanische Drehbuchautorin, Filmschauspielerin, Schauspielerin und Fernsehschauspielerin.

## Leben
Liz Cackowski wurde 1977 geboren.
Cackowski ist mit Akiva Schaffer verheiratet.
Cackowski machte ihr Fernsehdebüt 2003 in der Fernsehserie Death by Roo Roo. Zwischen 2003 und 2006 war sie Autorin bei Saturday Night Live und spielte 2004 bis 2007 in 5 Folgen mit. 2008 folgte ihr Spielfilmdebüt in dem Film Nie wieder Sex mit der Ex. 2016 bis 2019 spielte Cackowski in der Fernsehserie Speechless mit.

## Filmografie
- 2003: Death by Roo Roo (Fernsehserie)
- 2004–2007: Saturday Night Live (Fernsehserie, 5 Folgen)
- 2007–2008: The Jeannie Tate Show (Webserie, 8 Folgen)
- 2007–2008: Fat Guy Stuck in Internet (Fernsehserie, 10 Folgen)
- 2008: Nie wieder Sex mit der Ex (Forgetting Sarah Marshall)
- 2008: The Line (The Line: Season 1, Fernsehserie, Folge 1x02)
- 2009: Trauzeuge gesucht! (I Love You, Man)
- 2009: In the Motherhood (Fernsehserie, 3 Folgen)
- 2009: Wolkig mit Aussicht auf Fleischbällchen (Cloudy with a Chance of Meatballs, Sprechrolle)
- 2009: Community (Fernsehserie, Folge 1x11 Das P-Wort)
- 2011: Funny or Die Presents... (Fernsehserie, 4 Folgen)
- 2011: Bored to Death (Fernsehserie, Folge 3x03)
- 2012: The Watch – Nachbarn der 3. Art (The Watch)
- 2013: Die To-Do Liste (The To Do List)
- 2014: Cuban Fury – Echte Männer tanzen (Cuban Fury)
- 2014: Bad Neighbors (Neighbors)
- 2014: Garfunkel and Oates (Fernsehserie, Folge 1x01)
- 2014: Search Party
- 2014: Newsreaders (Fernsehserie, Folge 2x08)
- 2015: Childrens’ Hospital (Webserie, Folge 6x04)
- 2016: Bad Neighbors 2 (Neighbors 2)
- 2016: Popstar: Never Stop Never Stopping
- 2016–2019: Speechless (Fernsehserie, 12 Folgen)
- 2019: Happy Together (Fernsehserie, Folge 1x13)
- 2019: Wine Country
- 2020: An American Pickle
- 2021: Licorice Pizza
- 2022: Chip und Chap: Die Ritter des Rechts (Chip ’n Dale: Rescue Rangers, Sprechrolle)